# کلیفورد اودتس
کلیفورد اودتس (انگلیسی: Clifford Odets; ۱۸ ژوئیهٔ ۱۹۰۶ – ۱۴ اوت ۱۹۶۳) فیلم‌نامه‌نویس، کارگردان و هنرپیشه اهل ایالات متحده آمریکا بود.

## مرگ
اودتس مدت‌ها از ناراحتی گوارشی رنج می‌برد و در ۲۳ ژوئیه ۱۹۶۳ برای درمان زخم معده در بیمارستان سیدرز آو لبنان در لس‌آنجلس بستری شد. در طی عمل جراحی، پزشکان متوجه شدند که او سرطان معده متاستاتیک دارد. در ۱۴ اوت ۱۹۶۳، اودتس بر اثر سرطان معده در همان بیمارستان در سن ۵۷ سالگی درگذشت.